# Ahelín Piña
Ahelín Piña Delgado (Canelones, departamento de Canelones, Uruguay, 13 de mayo de 2005) es una futbolista uruguaya que se desempeña como volante central en Talleres de la Primera A del fútbol argentino.

## Trayectoria
Piña realizó las divisiones infantiles en Deportivo Tala y luego pasó a Liverpool. Con el club Negriazul ganó el Campeonato sub-16 de la Liga Uruguaya. También jugó en la sub-19 del mismo club y debutó en el primer equipo en 2023. Esa temporada jugó un total de 24 partidos y anotó 5 goles, contando los encuentros de la Selección de Uruguay sub-19 y sub-20.
Llegó a Talleres en 2024, cuando el club cordobés jugaba la Primera B del fútbol argentino. Ese año, Las Matadoras fueron campeonas y ascendieron a Primera División. Piña anotó 5 del total de goles del equipo y fue una de las bases para lograr el título. Para la primera temporada en la máxima categoría del fútbol argentino, firmó su primer contrato profesional, uno de los primeros en la historia del club cordobés.

## Selección nacional
Piña jugó en las divisiones sub-19 y sub-20 del seleccionado uruguayo. Con este último, disputó el Sudamericano sub-20 de Ecuador en 2024. Ese año, fue preseleccionada para la representar a la selección mayor.

## Clubes
| Club      | País      | Año             |
| --------- | --------- | --------------- |
| Liverpool | Uruguay   | 2023            |
| Talleres  | Argentina | 2024 - presente |